# David Saad
David Saad (arab. ‏دافيد سعد‎, ur.w  1954) – libański judoka. Olimpijczyk z Montrealu 1976, gdzie zajął osiemnaste miejsce w wadze lekkiej.
Uczestnik mistrzostw świata w 1975 roku.

## Letnie Igrzyska Olimpijskie 1976
| Konkurencja | Eliminacje              | Klas. końcowa |
| Konkurencja | Przeciwnik I            | Miejsce       |
| ----------- | ----------------------- | ------------- |
| 63 kg       | Pyrwan Pyrwanow (BGR) P | 18.           |